# Bob az 1948. évi téli olimpiai játékokon
Az 1948. évi téli olimpiai játékokon a bob versenyszámait január 30. és február 7. között rendezték a St. Moritzban. Két férfi versenyszámban osztottak érmeket. Magyar sportoló nem vett részt a sportágban.

## Részt vevő nemzetek
A versenyeken 9 nemzet 71 sportolója vett részt.
- Argentína (ARG) (4)
- Belgium (BEL) (5)
- Csehszlovákia (TCH) (4)
- Egyesült Államok (USA) (12)
- Franciaország (FRA) (10)
- Nagy-Britannia (GBR) (10)
- Norvégia (NOR) (8)
- Olaszország (ITA) (10)
- Svájc (SUI) (8)

## Éremtáblázat
(A rendező nemzet csapata eltérő háttérszínnel, az egyes számoszlopok legmagasabb értéke vagy értékei vastagítással kiemelve.)
| Az 1948. évi téli olimpiai játékok éremtáblázata bobban | Az 1948. évi téli olimpiai játékok éremtáblázata bobban | Az 1948. évi téli olimpiai játékok éremtáblázata bobban | Az 1948. évi téli olimpiai játékok éremtáblázata bobban | Az 1948. évi téli olimpiai játékok éremtáblázata bobban | Olimpia  |
| ------------------------------------------------------- | ------------------------------------------------------- | ------------------------------------------------------- | ------------------------------------------------------- | ------------------------------------------------------- | -------- |
|                                                         | Ország                                                  | Arany                                                   | Ezüst                                                   | Bronz                                                   | Összesen |
| 1.                                                      | Svájc (SUI)                                             | 1                                                       | 1                                                       | 0                                                       | 2        |
| 2.                                                      | Egyesült Államok (USA)                                  | 1                                                       | 0                                                       | 2                                                       | 3        |
|                                                         |                                                         |                                                         |                                                         |                                                         |          |
| 3.                                                      | Belgium (BEL)                                           | 0                                                       | 1                                                       | 0                                                       | 1        |
|                                                         |                                                         |                                                         |                                                         |                                                         |          |
| Összesen                                                | Összesen                                                | 2                                                       | 2                                                       | 2                                                       | 6        |

## Érmesek
| Az 1948. évi téli olimpiai játékok érmesei bobban |                                                                                           |        |                                                                                     |        |                                                                                         |        |
| Versenyszám                                       | Arany                                                                                     | Arany  | Ezüst                                                                               | Ezüst  | Bronz                                                                                   | Bronz  |
| Kettes                                            | Svájc (SUI) · Felix Endrich · Friedrich Waller                                            | 5:29,2 | Svájc (SUI) · Fritz Feierabend · Paul Eberhard                                      | 5:30,4 | Egyesült Államok (USA) · Frederick Fortune · Schuyler Carron                            | 5:35,3 |
| Négyes                                            | Egyesült Államok (USA) · Francis Tyler · Patrick Martin · Edward Rimkus · William D'Amico | 5:20,1 | Belgium (BEL) · Max Houben · Freddy Mansveld · Louis-Georges Niels · Jacques Mouvet | 5:21,3 | Egyesült Államok (USA) · James Bickford · Thomas Hicks · Donald Dupree · William Dupree | 5:21,5 |